# David von Gauvain
David de Gauvain seigneur de Bionville et de Lory (deutsch David von Gauvain; * 7. Mai 1649 in Bionville-sur-Nied bei Metz; † 11. September 1727 in Harburg) war ein kurhannoverscher Generalleutnant.

## Leben
Gauvain entstammte einer französischen Adelsfamilie. Als Hugenotte trat er bereits vor der Aufhebung des Edikt von Nantes (1685) in die Dienste Herzog Georg Wilhelms von Braunschweig-Lüneburg. Er ging als Kapitän im Infanterieregiment „Boisdavid“ nach Ungarn. 1702 erhielt er als Chef ein Bataillon des geteilten Infanterieregiments „de la Motte“. Er avancierte 1705 zum Brigadier der Infanterie beim englischen Hilfscorps. Gauvain stieg 1709 zum Generalmajor auf. Seit 1714 stand sein Regiment in Harburg. Als Festungskommandant nahm er im Torhaus des Harburger Schlosses Quartier. 1724 erhielt Gauvain seine Beförderung zum Generalleutnant. 
Aus der Ehe mit Elisabeth Judith de Vigneulles (1657–1727) sind ein Sohn David von Gauvain (1688–1737), Obergerichtsrat und Direktor der französischen Kolonie in Stettin, und eine Tochter Susanne Hedwig von Gauvain († 1723), ⚭ David von Bachelle (1681–1734), kurhannoverscher Oberst, hervorgegangen.
Generalleutnant David von Gauvain wurde mit seiner Gattin auf dem Harburger Garnisonsfriedhof beigesetzt. Das Grabmal, ein steinerner beidseits angeschrägter Sarkophag mit Deckplatte, trägt die Inschrift

„Vorderseite / Skulptur mit Visier (Marquishelm) und Harnisch (Dekor : 3 Sterne)
DAVID DE GAUVAIN EQUES EX LOTHARINGIA ORIUNDUS SERENISSIMI ET POTENTISSIMI MAGNAE BRIT REGIS ET ELECT: BRUNS: LUNEB: PEDESTRIUM COPIARUM SUPREMUS LEGATUS VIR. NON. MODO GENERE SED. ET SUMMA ERGA DEUM EXIMIA ERGA PRINCIPES FIDE INSIGNIS ILLAM DEO PER LXXVIII ANNOS QUOS VIXIT PROBAVIT HANC (S)ERINISSIMAE DOMUI BRUNSUICO LUNEBURGEN ; SIS DUM PER IV ANNOS ORDINES DUXIT NATUS VIII MAI Ao MDCIL VITA DEFUNCTUS XI SEPT. Ao MDCCXXVII HIC POSTHUMAM IMMORTALlTATEM EXSPECTAT. 
Rückseite / Skulptur Visier (Marquishelm) und Harnisch ( Dekor:  Weinreben und Rebhuhn) LATENT RELIQUIAE ET CINERES MATRONAE LECTISSIMAE ELISABETHAE DE VIGNEULLE FUIT DAVIDI DE GAUVAIN PER XLV ANNOS FIDISSIMA CONJUX NATA IV MARTII Ao MDCLVIII DECESSIT IV APRIL Ao MDCCXXVII.“